# 李純 (東漢)
李純（？—？），東萊郡黄县（今山东省龙口市）人，东汉人物。雲台二十八将李忠的孙子。
建武十九年（43年），李忠去世。李純的父亲李威嗣爵中水侯。李威卒，李纯嗣中水侯，永平九年（66年；《东观汉记》作永平二年，59年），李純母亲禮殺死李威的弟弟、李纯的叔父李季。中水国除。永初七年（113年），邓太后复封李纯为琴亭侯。李纯卒，子李广嗣琴亭侯。